# Sakura-džima
Sakura-džima nebo Sakuradžima (japonsky 桜島, Sakurový ostrov) je název aktivního stratovulkánu v japonské prefektuře Kagošima, nacházejícího se na ostrově (bývalém, od erupce v roce 1914 je spojen s poloostrovem Ósumi) stejného jména v severní části zálivu Kagošima na japonském ostrově Kjúšú. Její vrchol je tvořen třemi štíty: Kitadake (桜島北岳 – Severní; jinak Ontake – 御岳), Nakadake (桜島中岳 Prostřední 1060 m) a Minamidake (桜島南岳 Jižní 1040 m), nejvyšší je Kitadake (1117 m nad hladinou moře).
Sopka je jedna z nejaktivnějších v Japonsku. Od roku 1955 prakticky bez přestávky chrlí sopečné plyny a popel. Zhruba 2x týdně dochází k menším erupcím a několikrát ročně k menším explozivním erupcím. Jelikož oblast je hustě osídlena, Sakuradžima je jedna z nejlépe sledovaných sopek světa (vulkanická observatoř pro sledování aktivity byla zřízena v roce 1960). Oblast Sakuradžima je známá výskytem několika horkých pramenů a je součástí národního parku Kirišima-Kinkówan (霧島錦江湾国立公園 [Kirišima Kinkówan Kokuricu kóen]). Sakuradžima je společně s dalšími světovými sopkami zapsána do seznamu Decade Volcanoes.

## Geologický vývoj

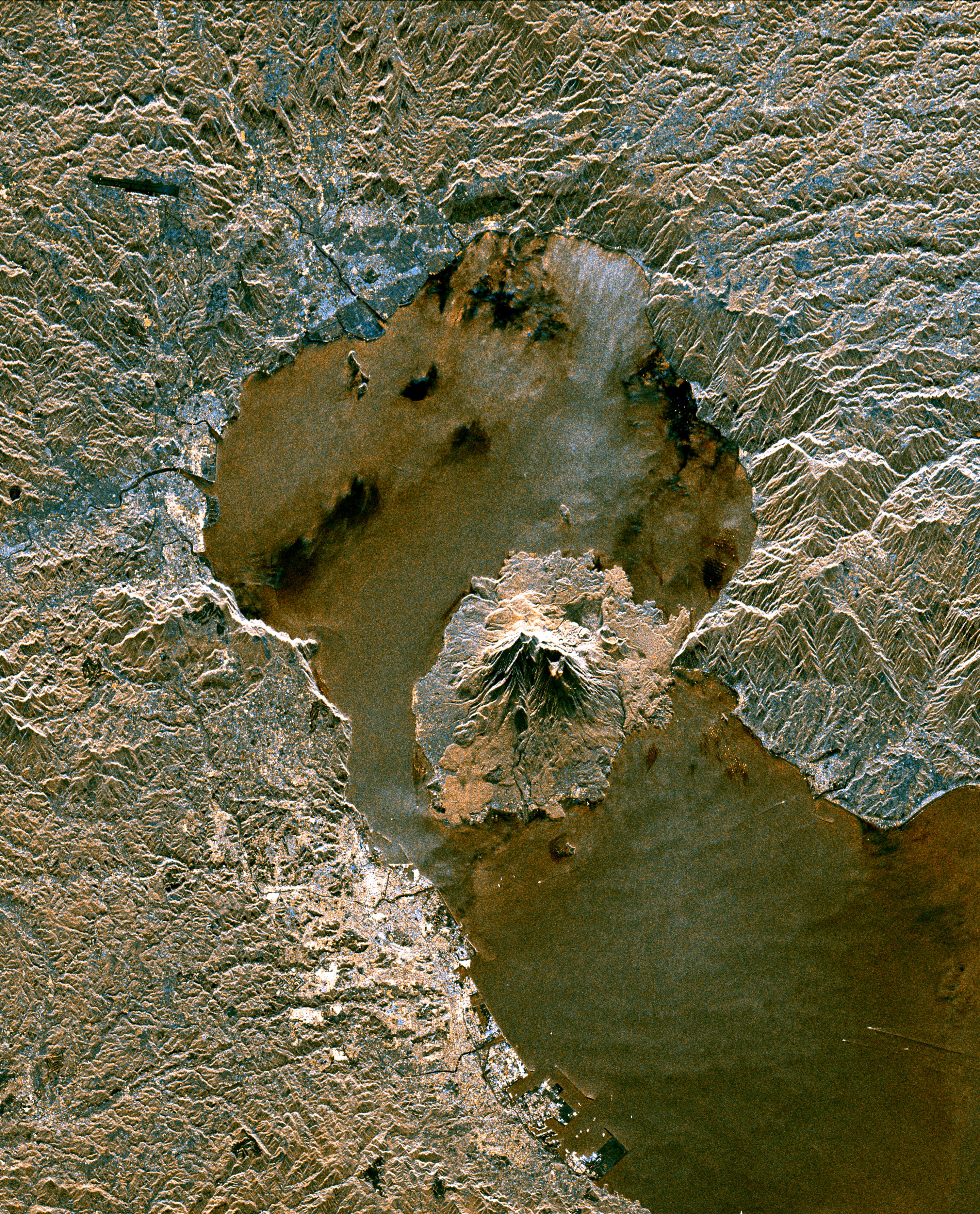
Satelitní snímek oblasti Sakuradžima

Sakuradžima je postkalderová vulkanická struktura, leží na starší, pleistocenní kaldeře Aira o rozměrech 17 × 23 km, jejíž stáří se odhaduje na 22 000 let. Vývoj samotné sopky začal před 13 000 lety, nejprve jako ostrov na jižním okraji kaldery, který se spojil s pevninou během erupce v roce 1914.
Historicky aktivní kráter je Kitadake, doložené záznamy o erupcích pocházejí z 8. století. Převládající forma erupcí je Strombolská erupce (pouze s lokálním dosahem), v nepravidelných intervalech střídány s většími, pliniovskými erupcemi (1471–1476, 1779–1782 a 1914).

### Erupce v roce 1914
Před rokem 1914 byla sopka považována za vyhaslou, více než století nejevila žádné známky aktivity. 11. ledna 1914 se nečekaně probudila, naštěstí většina obyvatel ostrova opustila své domovy den před erupcí kvůli středně silnému zemětřesení, které předcházelo výbuchu a také díky varování usedlíků, kteří zpozorovali náhlé oteplení vody a úhyn velkého množství ryb. Počáteční stadium erupce bylo velmi explozivní s produkcí velkého množství pyroklastik a sopečného popela, ale další zemětřesení, které se odehrálo 13. ledna (a vyžádalo si 35 obětí na životech), změnilo formu erupce na efuzívní.
Výlevy láv trvaly více než měsíc (což je na japonské poměry neobvyklé – díky velkému obsahu oxidu křemičitého a tím i velké viskozitě magmatu). Ostrov se postupně zvětšoval, až se nakonec spojil s pevninou. Ve finálním stádiu, kdy došlo k vyprázdnění magmatického krbu, celá oblast kaldery poklesla o 60 cm. Prozrazujíc tím, že hlavní rezervoár je součástí staršího kalderového komplexu.

### Erupce v roce 2022
V neděli 24. července 2022 došlo k další velké erupci sopky Sakuradžima. Byla doporučena evakuace některých oblastí, obavy panovaly i z ohrožení zhruba 50 km vzdálené jaderné elektrárny Sendai.